# ملکه طالقانی
ملکه طالقانی (زادهٔ ۱۳۰۵) نمایندهٔ حوزهٔ انتخابیهٔ تهران در دوره بیست و سوم مجلس شورای ملی بوده‌است. او همچنین معاون پارلمانی و امور شوراهای مناطق وزارت آموزش و پرورش نیز بوده‌است.
او دارای دکترای زبان و ادبیات فارسی بود و به همراه فرخ‌رو پارسا و هما آهی کتاب زن در ایران باستان را تألیف کرد.